# La Capilla, San Agustín Metzquititlán
La Capilla är en ort i Mexiko.   Den ligger i kommunen San Agustín Metzquititlán och delstaten Hidalgo, i den sydöstra delen av landet, 130 km norr om huvudstaden Mexico City. La Capilla ligger 1 476 meter över havet och antalet invånare är 120.
Terrängen runt La Capilla är kuperad. Runt La Capilla är det ganska glesbefolkat, med 27 invånare per kvadratkilometer. Närmaste större samhälle är Zacualtipán, 12,6 km norr om La Capilla. I omgivningarna runt La Capilla växer huvudsakligen savannskog.